# Букки, Кристиан
Кристиан Букки (итал. Cristian Bucchi; род. 30 мая 1977, Рим) — итальянский футболист и футбольный тренер.

## Карьера

### Игровая
Кристиан Букки начал карьеру в клубе «Самбенедеттезе» в 1995 году. По окончании сезона клуб разорвал с ним контракт, и футболист был вынужден перейти в любительскую команду «Сеттемпеда». Проведя там два сезона, Букки подписал контракт с «Перуджей», вышедшей в Серию А. В первом же сезоне Кристиан забил 5 голов в 27 играх. В 1999 году Букки перешёл в «Виченцу» на правах аренды, где забил 10 голов. Букки вернулся в «Перуджу», но основным форвардом команды не стал: у него был обнаружен нандролон, взятый 14 октября после матча с «Лацио», и футболист был дисквалифицирован сроком на 16 месяцев (позже срок дисквалификации уменьшили до 8 месяцев). Игрок сказал:

Я абсолютно чист и тоже не могу поверить в то, что случилось. У меня не было травм, поэтому не было и необходимости принимать что-либо, за исключением разве что капель от насморка. Да и вообще, какой прок от этих анаболиков?

После возвращения на поле, его место нападающего уже было занято Ан Джон Хваном и Фабрицио Микколи. В 2001 году Букки был арендован сначала «Тернаной», а затем «Катанией». В сицилийской команде Кристиан оставался только четвёртым форвардом, в результате чего зимой покинул команду. В январе 2003 года Букки подписал полугодовой контракт с «Кальяри», где также являлся только 4 игроком линии нападения клуба.
Зимой следующего года Кристиан перешёл в «Анкону», отдавшую взамен Роберто Мальтальяти, где забил 5 голов в 12 играх. Однако игра Буччи не помогла клубу, который вылетел в Серию В. Летом 2004 года половину прав на игрока выкупил клуб «Кьево», а другую половину купил «Асколи», выступавший в Серии В. В этом дивизионе футболист забил 17 голов, став лучшим снайпером команды и вторым бомбардиром лиги. После неудачи «Асколи» в плей-офф, победитель стыковых встреч, «Торино», из-за финансового состояния снялся с соревнования, и клуб Букки вышел в Серию А.
Летом 2005 года «Модена» выкупила долю контракта Букки у «Асколи». Футболист забил за сезон в команде 29 голов, более половины из 59 мячей забитых командой, в 41 игре, став лучшим бомбардиром Серии В. По окончании сезона «Модена» выкупила контракт Букки у «Кьево», отдав права на Томмазо Кьекки. 13 июня 2006 года «Наполи» подписал контракт с Кристианом, заплатив за его переход 3,5 млн евро. «Наполи» смог опередить португальскую «Бенфику», также интересовавшуюся игроком. В первом сезоне в команде Букки провёл 29 игр и забил 8 голов, больше помогая забивать партнёру по атаке, Эмануэле Калайо.
«Наполи» вышел в Серию А и, для усиления состава, купил Марсело Салайету и Эсекьеля Лавесси. Для Брокки место в составе не было, и он был отдан в аренду в клуб «Сиена». Там Кристиан провёл лишь 10 игр и уехал обратно в Неаполь, откуда отправился в аренду в «Болонью», заменив уехавшего из клуба Томаса Данилявичуса. Игрок помог «Болонье» выйти в Серию А. В следующем сезоне Букки был арендован «Асколи», где провёл 21 матч и забил 3 гола. Затем Кристиан вновь отправился в аренду, в клуб «Чезена», за который забил 4 гола. По окончании сезона Кристиан вернулся в «Наполи»
4 января 2011 года Букки был арендован «Пескарой».

### Тренерская
5 марта 2013 года назначен главным тренером «Пескары». Сменил на этом посту Кристиано Бергоди.
20 июня 2017 года назначен главным тренером «Сассуоло». Сменил на этом посту Эусебио Ди Франческо. 27 ноября 2017 года, через 2 дня после поражения «Сассуоло» в 14-м туре Серии A 2017/18 от «Вероны» (0:2), отправлен в отставку.
18 июня 2019 года назначен главным тренером клуба Серии B «Эмполи». 12 ноября 2019 года, через 2 дня после поражения «Эмполи» в домашнем матче 12-го тура Серии B 2019/20 против «Пескары» (1:2), был отправлен в отставку.

## Личная жизнь
В 2003 году Букки пережил трагедию в семье: в возрасте 24 лет от инфаркта скончалась его супруга, Валентина Пилла, с которой он был женат всего несколько месяцев. В возрасте 26 лет он остался вдовцом с полуторамесячной дочкой Эмили на руках. После трагедии Букки сказал: «Только с футболом я смогу попытаться забыть». За несколько месяцев до смерти жены Букки пережил другую трагедию — умерла его мама. В 2009 году Букки женился во второй раз на девушке по имени Роберта Лето.